# Ricardo Quiñónez Lemus
Ricardo Quiñónez Lemus (Ciudad de Guatemala, 5 de enero de 1965) es un político guatemalteco, administrador de empresas y actual Alcalde de la ciudad de Guatemala reelecto en las Elecciones municipales de Guatemala de 2023.
Ricardo Quiñónez nació el 5 de enero de 1965 en la ciudad de Guatemala. Se graduó en Administración de Empresas en el Instituto Tecnológico y de Estudios Superiores de Monterrey (ITESM) y obtuvo un MBA con especialización en Mercadeo en la Universidad de Bridgeport, Connecticut, donde fue reconocido con el Premio del Presidente por su destacado desempeño académico.

## Educación
Se graduó como administrador de empresas en el Instituto Tecnológico y de Estudios Superiores de Monterrey (ITESM). Posteriormente obtuvo una maestría en Administración de Empresas (MBA) con especialización en Mercadeo de la Universidad de Bridgeport en Connecticut, Estados Unidos, donde recibió el mérito académico «President´s Award» (traducido como Premio del presidente) por su desempeño.

## Carrera pública
Su carrera como ejecutivo comenzó en la compañía de Aviación Aviateca y TACA en 1990, donde ocupó el cargo de Director de Servicios Aeroportuarios.
Su carrera profesional comenzó en 1990 en la compañía de aviación Aviateca y TACA,donde se desempeñó como Gerente de Mercadeo y posterior como Director de Servicios Aeroportuarios. En 1996, fue llamado por el gobierno del presidente Álvaro Arzú para dirigir la Comisión Presidencial para la Modernización del Sistema de Información Geográfico Nacional, un proyecto clave para la democratización del país y la reorganización del Instituto Geográfico Militar
En 1997, fue nombrado Secretario General de Planificación y Programación de laPresidencia (SEGEPLAN), donde diseñó estrategias para la gestión de recursos externos y coordinó importantes Grupos Consultivos internacionales para la paz en Guatemala. En 1998, lidero el plan para la gestión de cooperación internacional para la reconstrucción del país tras el huracán Mitch.
Esto implicó múltiples acciones que concluyeron con la aprobación, por parte del Congreso de la República de Guatemala, de la transformación de la Secretaría de Planificación y Programación de la Presidencia de la República de Guatemala, y con ello en la transformación y reorientación del proceso de planificación y programación de la inversión pública, la negociación y seguimiento de la cooperación internacional. 
En 1998, por orden del Consejo de Ministros fue nombrado como Secretario General de la Presidencia durante el gobierno del presidente Álvaro Arzú, esto incluyó encargarse de la reconstrucción del país luego del paso del huracán Mitch.
Desde 2003, Quiñónez fue Síndico Primero del Concejo Municipal de Guatemala y, en 2008, fue elegido Concejal Primero, cargo que mantuvo hasta 2018. Durante este tiempo, promovió la descentralización del gobierno municipal donde estableció 33 alcaldías auxiliares, acercándose, escuchando y trabajando al lado de los vecinos y organizaciones comunitarias.

## Alcalde de la ciudad de Guatemala
El 30 de abril de 2018, fue juramentado como alcalde de la Ciudad de Guatemala tras el fallecimiento de Álvaro Arzú. Fue electo democráticamente en 2019 y electo nuevamente en 2023.
Su nombre anteriormente casi no había resonado en la opinión pública y fue hasta el 27 de abril de 2018, con la repentina muerte de Álvaro Arzú, alcalde en ese momento, que ganó notoriedad. Por ser el concejal primero le correspondía ser el nuevo alcalde, debido a que el cargo había quedado vacante y por orden jerárquico le correspondía asumir dicho cargo para concluir el período constitucional vigente en ese año, 3 días después fue juramentado y asumió formalmente. Algunos opinan que Arzú ya lo miraba como su posible sustituto en las siguientes elecciones, pues por su edad avanzada él ya no podría buscar la alcaldía y necesitaba a alguien que siguiera con su legado dentro de la misma, por esa razón Quiñónez ocupaba el cargo de Concejal I, que es el equivalente a vicealcalde.

### Elección y reelección
El 16 de junio de 2019, con más de 167 000 votos, fue elegido como alcalde para el período 2019-2024. En las elecciones obtuvo el 38.42 % de los votos ganándole a su principal contendiente Roberto González quien obtuvo el 34.90% 
Nuevamente se presentó a la elección en el año 2023 en donde fue reelecto con bajo margen de tan solo 423 votos (0.10%) frente a Roberto González quién se había presentado por cuarta vez a la elección municipal.

### Pandemia de COVID-19
Como alcalde electo su gestión ocurrió dentro de la pandemia de COVID-19 en Guatemala.Durante su gestión, enfrentó la pandemia de COVID-19 implementando el "Plan Santiago",que incluyó la creación de centros de operaciones de emergencia y Centros de Bienestar Respiratorio Entregando medicina gratuita a través de un kit médico,  logrando una reducción del 42% en los contagios, y reduciendo drásticamente el factor de mortalidad. En su visión de futuro para la Ciudad de Guatemala, el alcalde Ricardo Quiñónez ha promovido el desarrollo urbano sostenible a través de los Distritos de Oportunidad, buscando brindar acceso a vivienda digna para las familias guatemaltecas. Ha liderado la modernización de la ciudad mediante proyectos de infraestructura transformadores que han impulsado un nuevo modelo de desarrollo urbano, dinamizando la economía y generando miles de empleos directos e indirectos en sectores como la construcción y los servicios gratuita.
Para controlar la pandemia en la ciudad se realizó una intensiva campaña de higiene y limpieza en todas las calles y avenidas de la ciudad, y con la inauguración de los Centros de Bienestar Respiratorio se logró reducir el contagio a un 42%, un descenso importante en el contagio de la pandemia.

### Pasos a desnivel
Durante su gestión se ha caracterizado por la construcción de muchos pasos a desnivel para agilizar el tráfico, entre estos se construyeron algunos en la avenida Petapa y Calzada Atanasio Tzul como parte del proyecto MetroRiel, entre estos se construyeron un viaducto sobre la 13, 31, 35 y 45 calle respectivamente en la calzada Atanasio Tzul. En la Avenida Petapa se construyeron en la 35, 51, 53 calle.
En el área del bulevar Vista Hermosa y 14 avenida en zona 15, se construyó otro paso a desnivel, otro también se construyó en el mismo bulevar pero en la 3° calle de la zona 15, en el bulevar Rafael Landívar se construyó un puente vial, dentro del mismo y 1a. Avenida de zonas 15 y 16 también se construyó otro con la inversión de los vecinos del sector. En la zona 12 hubo otro en la Avenida Petapa y 51 calle. El paso a desnivel de El Zapote, se construyó en la zona 2. También se inauguró el paso a desnivel del sector conocido como La Cuchilla en la zona 6. También un paso a desnivel entre la Calzada Roosevelt y 9 avenida, conexión zonas 7 y 11.
Desde 2020, en Ciudad de Guatemala se han invertido Q168 millones en pasos a desnivel en once pasos a desnivel. 

### Controversias
Durante las elecciones municipales de 2019, Quiñónez se postuló formalmente y comenzó a ganar popularidad entre los ciudadanos. Sin embargo, dos días antes de las elecciones, se presentó un caso en su contra y contra otros miembros del concejo municipal por supuestamente utilizar fondos públicos para promocionarse en elecciones anteriores. Esto llevó a solicitar el retiro de su inmunidad, lo cual fue interpretado por algunos como un «ataque político» contra Quiñónez y el arzuísmo.A pesar de esto, Quiñónez fue elegido como alcalde en las elecciones y tomó posesión el 15 de enero de 2020. En enero de 2021 se confirmó que mantuvo su inmunidad, ya que no había delitos por perseguir con relación al caso presentado en junio de 2019, el cual presentaba muchas irregularidades.

## Vida personal
Ricardo Quiñónez está casado con Dominique de Quiñónez, con quien ha conformado un hogar junto a sus cuatro hijos.